# Лозове (Городнянський район)
51°49′12″ пн. ш. 31°18′28″ сх. д. / 51.82000° пн. ш. 31.30778° сх. д.
Лозове́ — колишнє селище в Україні, підпорядковувалося Моложавській сільській раді Городнянському районі Чернігівської області.
1986 року в селі проживало 10 людей. Виключене з облікових даних рішенням Чернігівської обласної ради від 29 березня 2013 року, як таке, де ніхто не проживає.

## Географія
Знаходилося поруч із селами Невкля та Безиків. Поруч знаходиться струмок Невклянський та урочище «Болото Замглай».